# Scrobipalpa traganella
Scrobipalpa traganella é uma espécie de insetos lepidópteros, mais especificamente de traças, pertencente à família Gelechiidae.
A autoridade científica da espécie é Chrétien, tendo sido descrita no ano de 1915.
Trata-se de uma espécie presente no território português.